# Gerda Holmes
Gerda Holmes (Chicago, 2 d'abril de 1891 – Chicago, 11 d'octubre de 1943) va ser una actriu nord-americana d'origen danès que va realitzar la seva carrera durant la dècada de 1910 en el cinema mut i el teatre.

## Biografia
Gerda Holmes (Gerda Helen Elfrida Henius) va néixer el 2 d'abril de 1891 de pares danesos a Chicago, a l'edat de 5 anys els seus pares van tornar a Dinamarca, on ella va viure 11 anys. Va començar la seva carrera als 14 anys en el teatre d'aquell país, en petits rols. Als 16 anys va emigrar als Estats Units per estudiar música a Nova York mentre la seva família tornaba a Chicago. Va entrar a la companyia teatral de Klaw & Erlanger essent la seva primera obra "The round up". A partir del 1913 va combinar les seves actuacions en diferents vodevils amb aparicions en diferents pel·lícules amb la productora Thanhouser. Allà va participar en diferents pel·lícules com Robin Hood (1913) o Moths (1913). Cinc mesos després va acceptar una oferta de l'Essanay, per actuar com a partenaire dels actors Francis X. Bushman i Richard Travers en diferents pel·lícules com Fingerprints (1914) i The Elder Brother (1914).
El 1914 interpretava una noia cega a A Song in the Dark, en una escena de la qual feia veure que cantava. Mentre es feia un passi a l'estudi de l'Essanay ella es va posar a cantar en aquell moment causant una gran sensació a l'audiència, cosa que va suposar que ho repetís en diferents actes socials de la companyia Essanay.
Durant els següents anys va treballar per a múltiples productores. L'estiu de 1915 va participar en The Victory of Virtue per a la United Photoplays Company. A principis de la tardor de 1915, actuava per a la World Film Company i apareixia en pel·lícules estrenades el 1916 com The Chain Invisible, Sudden Riches o Husband and Wife. A finals d'octubre va passar a formar part de l'Equitable Motion Picture Corporation. Cap al març de 1916 treballava per a la Equitable branch of World.
Es va casar amb Rapley Holmes (1868-1928), actor teatral que es va arribar a fer un nom a l'Essanay a Chicago. Més tard es va casar amb Carlo Edwards, un dels directors del Metropolitan de Nova York i l'actriu es va embarcar en una carrera com a cantant d'òpera amb el seu nom original de Gerda Henius. Va cantar a La Scala de Milà i en el Det Kongelige Teater de Copenhaguen. Més tard va ser la presidenta del Wahl-Henius Institute de Chicago, cofundat pel seu pare.

## Filmografia
- His sacrifice (1913)
- Little Dorrit (1913)
- Moths (1913)
- The Twins and the Other Girl (1913)
- Robin Hood (1913)
- The Ne'er to Return Road (1913)
- The Way of the Woman (1914)
- The Fable of the Husband Who Showed Up and Did His Duty (1914)
- Mrs. Trenwith Comes Home (1914)
- The Place, the Time and the Man (1914)
- The Means and the End (1914)
- The Prevailing Craze (1914)
- Three Boiled Down Fables (1914)
- Whatsoever a Woman Soweth (1914)
- Mother o' Dreams (1914)
- The Fable of the Family That Did Too Much for Nellie (1914)
- The Verdict (1914)
- The Fable of the Adult Girl Who Got Busy (1914)
- The Fable of the Honeymoon That Tried to Come Back (1914)
- Bill's Boy (1914)
- No. 28, Diplomat (1914)
- The Seventh Prelude (1914)
- A Clash of Virtues (1914)
- A Letter from Home (1914)
- Mrs. Billington's First Case (1914)
- At the Foot of the Hill (1914)
- The Chasm (1914)
- Finger Prints (1914)
- The Little 'He and She' (1914)
- The Song in the Dark (1914)
- The Elder Brother (1914)
- An Angel Unaware (1914)
- The Voice in the Wilderness (1914)
- The Mystery of Room 643 (1914)
- Seeds of Chaos (1914)
- Yarn a-Tangle (1914)
- The Spirit of the Madonna (1914)
- Pierre of the North (1914)
- In the Moon's Ray (1914)
- The Victory of Virtue (1915)
- The Other Woman's Picture (1915)
- The Fable of the Demand That Must Be Supplied (1915)
- The Strength of the Weak (1915)
- The Fable of Elvira and Farina and the Meal Ticket (1915)
- The Ambition of the Baron (1915)
- At the End of a Perfect Day (1915)
- By a Strange Road (1915)
- All Man (1916)
- The Gilded Cage (1916)
- Friday the Thirteenth (1916)
- Husband and Wife (1916)
- The Voice in the Darkness (1916)
- Sudden Riches (1916)
- The Chain Invisible (1916)
- Her Great Hour (1916)
- The Iron Ring (1917)
- The Brand of Satan (1917)
- The Family Honor (1917)
- As Man Made Her (1917)
- A Hungry Heart (1917)
- The Man Who Forgot (1917)
- Wanted, a Mother (1918)
- Gates of Gladness (1918)